# Burgwall bei Ottensen
Der Burgwall bei Ottensen ist eine in der Nähe des Buxtehuder Ortsteils Ottensen gelegene abgegangene Wallanlage. Sie liegt nahe dem Maiglöckchenhügel, einem bronzezeitlichen Hügelgrab, auf einem Geestsporn, der, gegenüber von Heimbruch gelegen, in das Tal der Este hineinragt.

## Anlage
Die Lage der Burganlage auf dem Geestsporn ist strategisch günstig, die Gegebenheiten bieten großen natürlichen Schutz. Von der Burg aus waren der Falkenberg in Hamburg-Hausbruch, Moisburg und sogar Blankenese sichtbar. Das Plateau, auf dem sich die Anlage befindet, wird von zwei Seiten von Trockentälern flankiert. An der nach Südosten gerichteten offenen Seite war die halbkreisförmige Burganlage durch einen Steilhang geschützt, an dessen Fuß sich das sumpfige Estetal anschloss. Auf der Seite zur Geest wurde der bogenförmige  Hauptwall mit einem Innendurchmesser von 70 bis 80 m angelegt, Vorwälle und Gräben bildeten eine Vorburg. Ein Hügelgrab in der Nähe hat als Beobachtungswarte gedient.

## Ursprung
Der Ursprung dieser Burganlage ist unklar. Die Anlage deutet auf eine sächsische Fliehburg hin. Hermann Grotefend vermutete, dass es eine dynastische Wohnburg der Familie von Heimbruch gewesen sei. Der Historiker Artur Conrad Förste weist diese Vermutungen zurück, unter anderem mit dem Argument, dass zur Zeit des Auftauchens der von Heimbruch Anlagen wie der Ottensener Burgwall nicht mehr gebaut wurden, außerdem seien Burgneubauten dieser Zeit in schriftlichen Quellen wiederzufinden.

## Grabung
1933 wurde der Burgwall erstmals vermessen, 1936 wurde ein Grabung durch Hans Reinerth durchgeführt. Diese war aber unsorgfältig durchgeführt und  ergab keine verwertbaren Ergebnisse. Die wenigen Grabungsfunde, hauptsächlich einige Tonscherben, und die Grabungsaufzeichnungen gingen nahezu vollständig verloren. Der Hauptwall wurde an zwei Stellen durchschnitten und bei den Grabungen anfallender Abraum an den offenen Seiten abgekippt, so dass sich jetzt der Eindruck eines Ringwalls ergibt. Als Wiederherstellungsmaßnahme wurde die Heidelandschaft um die Wallanlage mit Bäumen und Sträuchern bepflanzt. Die Anlage liegt heute inmitten eines Laubwaldes.